# Стобей
Иоанн Стобе́й (греч. Ἰωάννης ὁ Στοβαῖος) — византийский писатель-компилятор V века, родом из македонского города Стоби (обыкновенно называемый поэтому Стобейским). Автор четырёхтомной подборки из греческих книг (была составлена им для воспитания и образования сына Септимия), называемой «Антологией» или «Эклогами». Великая ценность антологии Стобея в том, что многие древние авторы (в общей сложности более 500), добросовестно цитируемые в ней, ни в каком ином виде до наших времён не сохранились.

## Антология Стобея

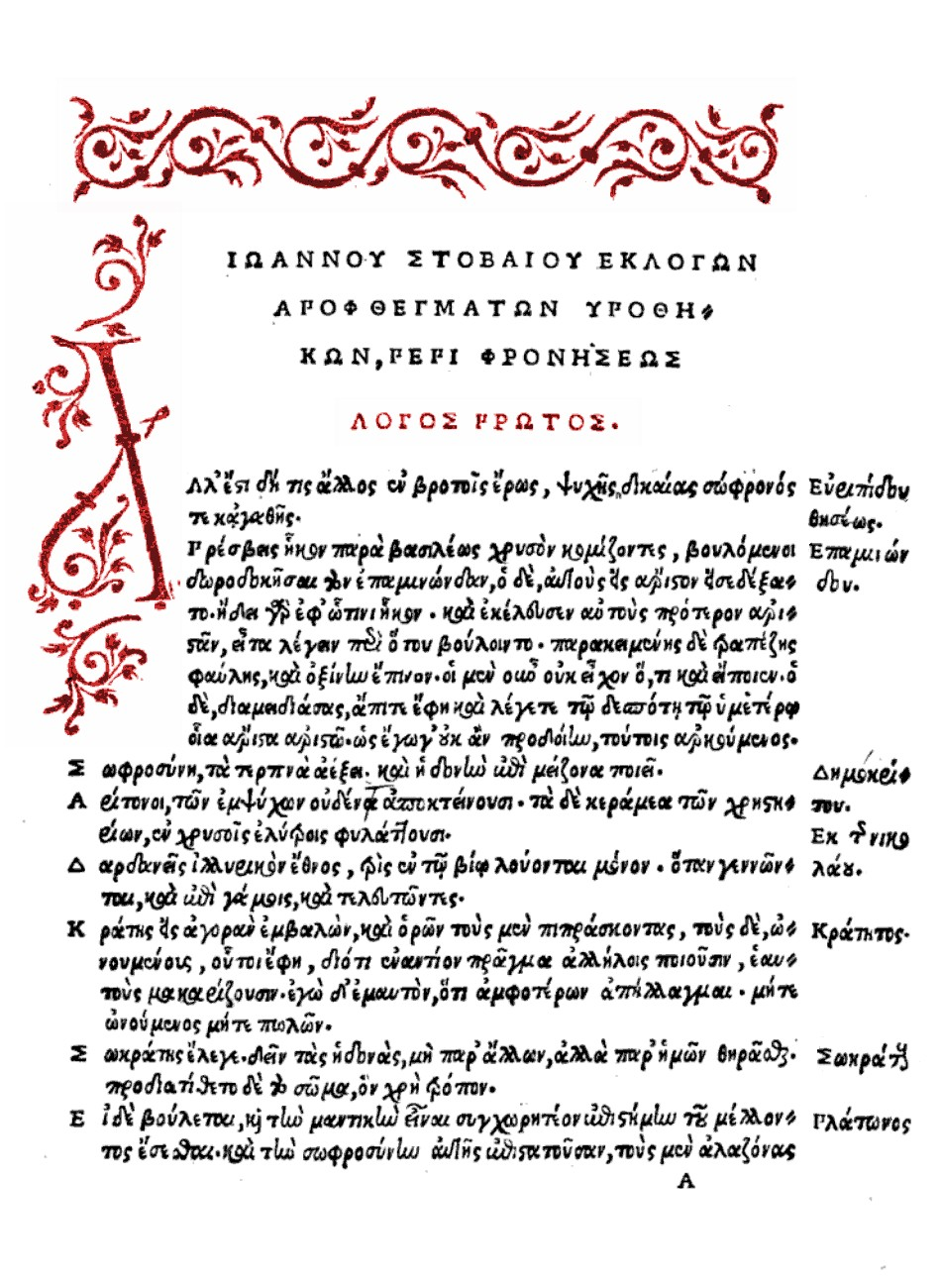
Первая страница «Антологии» (Florilegium) Стобея из издания Виктора Тринкавелли (1536)

Датировка антологии Стобея определяется по хронологически последнему из цитируемых им авторов — это греческий философ и оратор Фемистий (317 — ок. 390). Цитат христианских Отцов Церкви антология не содержит.
Первоначальное разделение этого сборника не вполне известно. Рукописи представляют два отдельные сборника, именно две книги «Ἐκλογῶν φυσικῶν διαλεκτικῶν καὶ ἠθικῶν» («Eclogae physicae et ethicae», изд. Gaisford, Оксфорд, 1850, и Мейнеке, Лейпциг, 1860—64) более исторического содержания, и «Ἀνθολόγιον ἢ Ἐκλογὴ ἀποφθεγμάτων»(«Florilegium», изд. Gaisford, Оксфорд, 1822—25, и Мейнеке, Лейпциг, 1855—57), преимущественно нравственного содержания, также в двух книгах. Оба эти сборника, вероятно, составляли первоначально одно целое, под заглавием, приводимым у Фотия: «Ἀνθολόγιον ἐκλογῶν ἀποφθεγμάτων ὑποθηκῶν», в 4 книгах и 206 главах, из которых каждая имела особую надпись.
Первая книга содержала в себе после предисловия 60 глав по физике, вторая книга — 46 глав логического и затем нравственного содержания, третья книга (1-я книга «Florilegium’a») — 42 главы, четвёртая — 58 глав нравственно-гномологического содержания, с последовательно проведенными контрастами, например: «Περὶ ἀρετῆς. Περὶ κακίας», — «Περὶ ἀνδρείας, περὶ δειλίας». Этот принцип противопоставления мнений часто замечается и в «Эклогах». Ни одна из открытых доселе рукописей не содержит в себе этих сборников ещё соединенными в одно целое. «Florilegium» читался чаще «Эклог» и потому дошёл до нас в большем количестве рукописей.
Главными источниками хрестоматии Стобея были этические сочинения Плутарха, большой труд философа-стоика Ария Дидима «О школах» («Περὶ αἱρέσεων»), «Пёстрые рассказы» Клавдия Элиана, неоплатонические комментарии Порфирия, наконец, непосредственно сочинения древних классических авторов — Филолая, Архита, Платона, Ксенофонта, Исократа, Гиппократа и многих других известных и анонимных писателей и философов.

## Значение трудов Стобея
Во все продолжение византийской истории Стобей оставался главным источником для сборников изречений, пословиц и других кратких выражений книжной и народной мудрости. Так, в VII веке по образцу и при помощи его сборников преп. Максим Исповедник (ум. 662 г.) составил своё собрание выписок из Священного Писания и разных христианских и языческих писателей, преимущественно нравственного содержания. Сборник Стобея был положен в основание позднейших сборников подобного содержания.
Главное значение хрестоматии заключается в точности цитат и особенно в обилии буквально приведенных мест из более чем 500 древних поэтов, историков, ораторов и философов. Все эти извлечения расположены по разным главам в алфавитном порядке и делают сборники Стобея необходимыми в качестве пособий при изучении истории литературы и философии. Несмотря на большое количество ошибок, произвольных изменений поэтических мест и уничтожение диалектических особенностей в приводимых местах, они оказываются в высшей степени полезными для критики и исправления текста классиков, особенно трагиков, комиков, Ксенофонта и Платона. Стобеевы цитаты из Филолая вплоть до наших дней считаются аутентичным источником пифагорейской философии и космогонии.
Собрание сочинений Стобея издали К. Ваксмут и О. Хенсе (см. список литературы). Полностью антология Стобея не переведена ни на один современный язык.